# Camelina
Camelina  sau este o plantă din familia Brassicaceae. Datorită potențialului său energetic, camelina poate fi folosită ca materie primă în obținerea kerosenului.
Un hectar cultivat cu camelină poate da peste 2.000 de tone de plantă matură, din care se obțin, după rafinare, între 650 și 680 de kilograme de bio-kerosen.